# دانشکده پرستاری و مامایی همدان
دانشکده پرستاری و مامایی همدان دانشکده‌ای زیر نظر دانشگاه علوم پزشکی همدان و ارائه‌دهندهٔ رشته‌های پرستاری، مامایی و فوریت‌های پزشکی می‌باشد. ریاست این دانشکده برعهدهٔ دکترفرشیدشمساییاست.

## تاریخچه
دانشکده پرستاری و مامائی همدان از سال ۱۳۶۱ در قالب مجتمع آموزش بهداری استان همدان با پذیرش دانشجوی کاردانی پرستاری اولین دوره رسمی خود را آغاز و پس از ادغام با آموزشکده پرستاری دانشگاه بوعلی سینا با پذیرش ۳۰ دانشجو به فعالیت خود ادامه داد تا
اینکه در سال ۱۳۶۵ پس از تشکیل وزارت بهداشت درمان و آموزش پزشکی دانشکده پرستاری و مامائی کار خود را رسماً زیر نظر وزارت بهداشت درمان و آموزش پزشکی آغاز کرد.
در تاریخ ۲۲ شهریور ۹۳ شورای گسترش دانشگاه‌های علوم پزشکی با راه اندازی مقطع تخصصی Ph.D پرستاری با ظرفیت ۳ نفر در این دانشکده موافقت کرد.